# Joachim Schepke
Pour les articles homonymes, voir Schepke.
Joachim Schepke, né le 8 mars 1912 à Flensbourg, disparu dans l'Atlantique nord en mars 1941, est l'un des sous-mariniers allemands ayant obtenu le plus de succès.

## Décorations
- Croix de fer (1939)
  - 2e classe (1er juin 1939)[1]
  - 1re classe (27 février 1940)[1]
- Insigne de combat des U-Boote (1939) (3 janvier 1940 – 30 avril 1940)[1]
- Croix de chevalier de la croix de fer avec feuilles de chêne
  - Croix de chevalier le 24 septembre 1940 en tant que Kapitänleutnant et commandant de l'U-100[2]
  - 7e feuilles de chêne le 1er décembre 1940 en tant que Kapitänleutnant et commandant de l'U-100[2]
- Mentionné par six fois dans le bulletin radiophonique des Armées: Wehrmachtbericht

## Sources
- (de) Hans-Joachim Röll, Kapitänleutnant Joachim Schepke : der kühnste Geleitzugkämpfer der U-Boot-Waffe, Wurtzbourg, Flechsig, 2009, 157 p. (ISBN 978-3-88189-782-2 et 3-881-89782-8, OCLC 488660057)